# اوست-کاتاو
اوست-کاتاو (روسی: Ust-Katav) شرکت صنایع سنگین روس است، که در سال ۱۷۵۸ تأسیس شد.